# Casa Piani
Casa Piani è un palazzo di Faenza dell'inizio dell'Ottocento, situato in corso Mazzini 89.

## Storia
L'edificio che oggi prende il nome di Casa Pasi-Piani (o casa Bubani), fu acquistato dall'Avvocato Carlo Piani quando il precedente proprietario, Carlo Caroli, fu costretto alla cessione a causa di gravi difficoltà economiche nel 1807.
Carlo Piani affidò subito la ristrutturazione all'architetto Pietro Tomba, che progettò i lavori ispirandosi ai dettati del classicismo cinquecentesco palladiano.
L'edificio, che si eleva su 2 livelli separati da un'ampia e liscia fascia di marcapiano, fu poi decorato da una serie di sette mascheroni che intendono rappresentare mitologicamente i giorni della settimana.
Tali plastiche in terracotta, insieme ai basso rilievi in alto raffiguranti danzatrici che reggono festoni, furono opera dello scultore faentino Giovan Battista Ballanti Graziani.
In seguito ai bombardamenti del 1944, Casa Piani fu parzialmente distrutta sul lato che affaccia su Via Fra Paganelli, come testimoniano foto dell'epoca. In seguito alla ricostruzione, i primi due mascheroni (raffiguranti Giunone e Apollo / Lunedì e Domenica) furono presumibilmente ricollocati nella facciata in ordine errato, anteponendo la figura mitologica rappresentante il lunedì a quella dedicata alla domenica.

## Galleria d'immagini

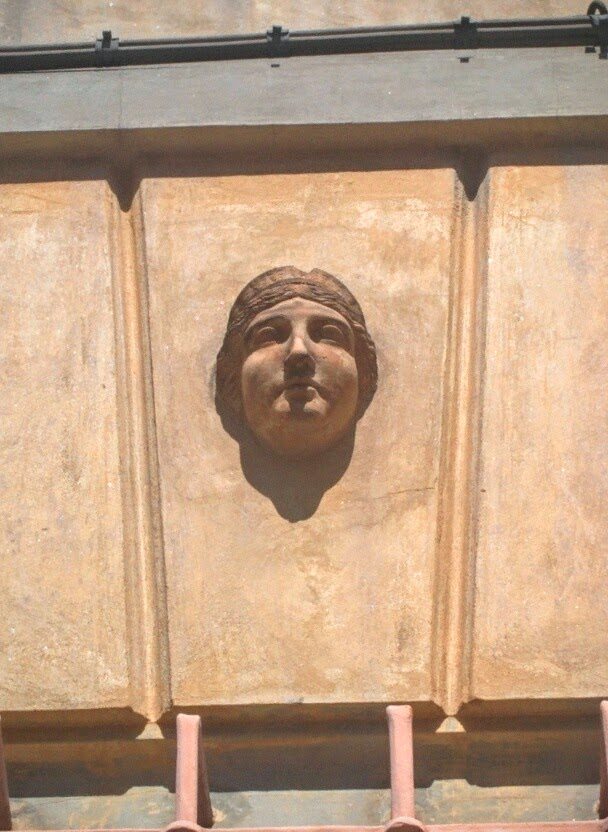
Mascherone di Giunone. Particolare della facciata di Casa Piani a Faenza
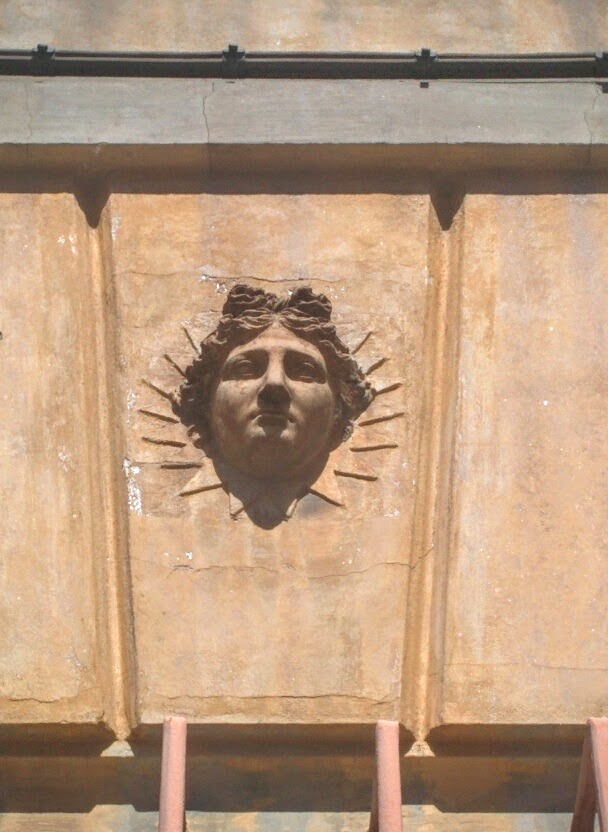
Mascherone di Apollo. Particolare della facciata di Casa Piani a Faenza